# 奇異夸克團
奇異夸克團（英語：Strangelet）是理論中的物質，由上夸克、下夸克和奇異夸克的三類夸克組成。若奇異夸克團狀態穩定，可產出連鎖效應將原子核轉變，成為溫度極高、呈灰色的黏性物質。其尺度最小为几个飞米（质量和轻原子核接近）。宏观尺度的奇异夸克团（达到米的量级）被称为夸克星或者奇异星体，因此可以将奇异夸克团理解为奇异物质的碎片。该概念由E. Farhi和R. Jaffe提出，有人曾提议将其作为暗物质候选者。

## 理论依据

### 奇异物质假说
已知的带有奇异夸克的粒子都是不稳定的，因为奇异夸克比上夸克和下夸克要重。因此，奇异粒子往往会通过弱相互作用衰变为仅含上夸克和下夸克的粒子而失去其奇异性，如Λ粒子。但是，包含大量夸克的状态却可能不至于如此不稳定。这就是阿諾·博德默和爱德华·威滕提出的奇异物质假说。假说中，当大量的夸克聚集在一起时，其能量最低态为上夸克、下夸克和奇异夸克的数量大致相等时，命名为奇异夸克团。这是由于在泡利不相容原理的作用下，相比两种夸克的物质态，三种夸克态将允许更多的夸克排布在更低的能级上。

### 与原子核的关系
核子是由多个上夸克和下夸克约束形成的三夸克态（如质子和中子）。根据奇异物质假说，奇异夸克团将比原子核更稳定，因此核子可以衰变为奇异夸克团。但是由于存在巨大的能量壁垒，衰变过程将会极其缓慢。当弱相互作用将一个核子转变为奇异夸克团时，释放出的奇异夸克将会形成超重的奇异重子，如Λ粒子。只有当多个反应同时发生，产生的奇异夸克数恰好满足形成较低能量态的比例，衰变过程才可能发生。非常不幸的是，即使奇异物质假说是正确的，我们也无法看到核子衰变为奇异夸克团，因为他们的寿命比宇宙还要长。

## 其它主題
- 夸克
- 夸克星